# Contarinia pruniflorum
Contarinia pruniflorum är en tvåvingeart som beskrevs av Coutin och Rambier 1955. Contarinia pruniflorum ingår i släktet Contarinia och familjen gallmyggor. Inga underarter finns listade i Catalogue of Life.